# Otá
Otá ou ocutá (em iorubá: òkúta) no candomblé e em outras religiões afro-brasileiras afins, é uma pedra-fetiche. Podendo ser (seixo de rio), ou de outra parte da natureza, sobre a qual o axé (a "força sagrada") de um orixá é fixado por meio de ritos consagratórios, que constitui seu símbolo principal, encontrado em todos os ibás orixás.
Guardam-se o otá no peji "altar sagrado" da casa de candomblé, geralmente dentro de vasilha tampada ou em um alguidar, por vezes vestida com os trajes cerimoniais do orixá, mergulhadas em mel, azeite doce, Ori (manteiga), dendê, junto com outros fetiches. Também é chamada de itá e otá-do-santo.